# El Morro de Punto Santo (paroisse civile)
Pour les articles homonymes, voir El Morro et El Morro de Punto Santo.
El Morro de Punto Santo est l'une des cinq paroisses civiles de la municipalité d'Arismendi dans l'État de Sucre au Venezuela. Sa capitale est El Morro de Punto Santo.